# Power Rangers: Samurai (jogo eletrônico)
Power Rangers: Samurai é um jogo produzido pela Namco Bandai, baseado na série de mesmo nome, produzida pela Saban Brands. O jogo foi lançado em 2011 para Nintendo Wii e DS, sendo que na edição para Wii são permitidos até quatro jogadores.

## Avatar para o X-Box 360
Para o X-Box 360, que encontram somente no Avatar Marketplace no site oficial e no X-Box Live, os trajes e os capacetes dos Rangers Samurais para vestir seus avatares no console.